# Rio do Sul (tiểu vùng)
Rio do Sul là một tiểu vùng thuộc bang Santa Catarina, Brasil. Tiều vùng này có diện tích 5339 km², dân số năm 2007 là 182316 người.